# Joseph Marie Degérando
Joseph Marie de Degérando, född 29 februari 1772 i Lyon, död 10 november 1842 i Paris, var en fransk baron och filosofihistoriker.
Degérando fick alltifrån staden Lyons belägring 1794 på närmaste håll pröva revolutionstidens stormar. Han blev fängslad men lyckades undkomma utomlands och återvände till Frankrike 1796. Degérandos huvudarbete, Histoire comparée des systèmes de philosophie (3 band, 1804, 2:a upplagan 1822-1847), anses som det första betydelsefulla försöket till en kritisk idéhistoria på franska språket. Genom en översättning av Wilhelm Gottlieb Tennemann till tyska 1806-1807 fick det en stor betydelse även där.